# 스노우 퀸 (영화)
스노우 퀸(Snow Queen)은 영국에서 제작된 호대위 감독의 2002년 영화이다. 브리짓 폰다 등이 주연으로 출연하였고 매튜 오코너 등이 제작에 참여하였다.

## 출연

### 주연
- 브리짓 폰다
- 제레미 가이볼트

### 조연
- 첼시 홉스
- 로버트 위스든
- 완다 캐논
- 메건 블랙
- 제니퍼 클레멘트
- 키라 클라벨
- 수지 조아킴

## 제작진
- 원작자: 안데르센
- 공동제작: 파스칼 버슈리스
- 미술: 클라이드 클로츠
- 의상: 낸시 브라이언트
- 배역: 스투어트 아이킨스
- 배역: 숀 코시
- 배역: 린 크레셀